# Horst Brunzlow
Horst Brunzlow (* 9. Mai 1936 in Jüterbog) ist ein ehemaliger deutscher Fußballtorwart. In der DDR-Oberliga, der höchsten Spielklasse im DDR-Fußball, stand er 1964 für Dynamo Dresden im Tor. Später war er als Fußballtrainer tätig.

## Sportliche Laufbahn
Bis 1958 spielte Torwart Horst Brunzlow in der Reservemannschaft des Oberligisten Dynamo Dresden. Im Alter von 22 Jahren wurde er zur Saison 1959 (Kalenderjahrsaison) zur Polizeisportgemeinschaft SG Dynamo in Eisleben abgegeben, wo er in der zweitklassigen I. DDR-Liga alle 26 Ligaspiele bestritt. Auch in der Spielzeit 1960 war er mit 22 Einsätzen Stammtorhüter bei Dynamo Eisleben. 1961 kehrte der DDR-Fußball zum Sommer-Frühjahr-Spielrhythmus zurück, dazu mussten in der DDR-Liga vom Februar 1961 bis zum Juni 1962 39 Punktspiele ausgetragen werden. Bunzlow wurde bis zum 26. Spieltag in 17 Begegnungen eingesetzt, danach wurde er zur SG Dynamo Hohenschönhausen in Ost-Berlin versetzt, die ebenfalls in der I. DDR-Liga spielte. Zeitgleich nahm er ein Studium an der Sporthochschule DHfK in Leipzig auf. Bei Dynamo Hohenschönhausen wurde Brunzlow vom März 1962 an in den restlichen 13 Ligaspielen in sieben Begegnungen aufgeboten. 1962/63 kehrte die DDR-Liga wieder zum Normalbetrieb mit 26 Punktspielen zurück. Brunzlow bestritt davon 18 Spiele und war auch einmal als Strafstoßschütze erfolgreich.
Am Saisonende gehörte die SG Dynamo Dresden zu den Absteigern aus der Oberliga und gleichzeitig war der bisherige Reservetorhüter Horst Rohne ausgeschieden. Als zweiten Torwart hinter Torwart Peter Noske holte Dynamo Dresden für die DDR-Liga-Saison 1963/64 Horst Brunzlow aus Hohenschönhausen zurück, der in den nun 30 Punktspielen Noske in zwölf Partien vertrat. Die Dresdner kehrten umgehend in die Oberliga zurück, in der Brunzlow in der Hinrunde der Saison 1964/65 neben Noske in sechs Oberligaspielen das Tor hütete. Zur Saison 1965/66 verpflichte Dynamo Dresden mit Manfred Kallenbach einen weiteren Torwart. Brunzlow wurde zwar noch für den Oberligakader nominiert, kam aber nicht mehr zum Einsatz. Er spielte auch in der Folgezeit nicht mehr im höherklassigen Fußball, wo er zwischen 1959 und 1964 sechs Oberligaspiele und 102 Spiele in der DDR-Liga bestritten hatte. Nachdem er seine Laufbahn als Fußballspieler beendet hatte, war Brunzlow als Trainer tätig. 1970 führte er die 2. Mannschaft von Dynamo Dresden zum Aufstieg in die DDR-Liga. Seine Mannschaft schaffte zwar 1970/71 den Klassenerhalt, doch wurde Brunzlow danach von Wolfgang Oeser abgelöst. Nachdem Brunzlow weiterhin bei Dynamo Dresden als Nachwuchstrainer tätig gewesen war, wurde er von 1983 bis 1989 zum Trainer der DDR-Nachwuchsnationalmannschaft berufen.